# Ceratomyxa hokarari
Ceratomyxa hokarari is een microscopische parasiet uit de familie Ceratomyxidae. Ceratomyxa hokarari werd in 1960 beschreven door Meglitsch. 